# Polizeipsychologie
Polizeipsychologie ist ein Teilgebiet der Rechtspsychologie, das sich mit polizeipraktischen Fragen beschäftigt. Zur Polizeipsychologie zählen u. a. die häufig als synonyme Begriffe gebrauchten Gebiete Forensische Psychologie und Kriminalpsychologie. Polizeipsychologie lässt sich auch als ein Teil der angewandten Psychologie beschreiben. Einerseits wird Polizeipsychologie durch Polizeipsychologen ausgeübt, andererseits werden mit dem Begriff auch psychologische Inhalte beschrieben, die durch Polizisten genutzt werden.

## Aufgabenfelder
Zu den polizeipsychologischen Aufgabenfeldern von Polizeipsychologen zählen das Krisenmanagement, der Umgang mit größeren Menschenansammlungen und psychisch gestörten Personen, Geiselnahmen sowie weitere Fälle schwerster Gewaltkriminalität. Weitere Themenfelder sind Vernehmungstechniken, Deeskalationsstrategien und die Überprüfung der Glaubwürdigkeit von Zeugenaussagen. Ein weiterer wichtiger Aspekt sind Fragen der Personalauswahl und -entwicklung von Polizeibeamten sowie deren Psychosoziale Unterstützung. Auch die Operative Fallanalyse wird zum Teil von Polizeipsychologen durchgeführt, meist handelt es sich bei den Fallanalytikern aber um speziell fortgebildete erfahrene Kriminalisten.

## Geschichte
Der sozialdemokratischer Innenminister  Carl Severing betrieb von 1920 bis 1926 im Freistaat Preußen die Demokratisierung der Polizei und setzte erstmals psychologische Erkenntnisse in die praktische Polizeiarbeit um. Severings Leitbild für die Polizeipraxis war das Konzept einer Polizei als Lebensberuf, das er folgendermaßen beschrieb: „Je mehr der Polizeioffizier Wirtschaftler, Soziologe und nicht zuletzt Psychologe wird, desto leichter wird ihm die Erfüllung seiner Sendung.“ Ab 1933 waren solche Ansätze jedoch nicht mehr gefragt. Polizeipsychologische Ansätze verfolgte dann ab 1963 der Münchner Polizeipräsident Manfred Schreiber. Unter ihm begann die Münchner Polizei, gegenüber öffentlichen politischen Protesten weniger konfrontative Interventionsstrategien zu verfolgen. Als Konsequenz aus den Schwabinger Krawallen stellte Schreiber im Januar 1964 mit Rolf Umbach den deutschlandweit ersten Polizeipsychologen bei der Stadtpolizei München ein. Schreiber entwickelte auch die „Münchner Linie“. Massenproteste und Unruhen sollten möglichst im Vorfeld unterbunden werden. Sollte dies nicht gelingen, wollte man auf psychologische Überzeugungstaktik setzen. Gefordert waren größere Gelassenheit gegenüber unkonventionellem Verhalten der Jugendlichen und Verzicht auf spektakuläre Gewalteinsätze. Da Schreiber die Schwabinger Krawalle für ein „massenpsychotisches Ereignis“ hielt, räumte er Polizeipsychologen erstmals beratende Funktion in Führungs- und Einsatzfragen ein.
Heute hat sich der Einsatz von Polizeipsychologen im gesamten deutschsprachigen Raum durchgesetzt, ein entsprechendes Berufsbild ist etabliert. Im englischsprachigen Raum gibt es ebenfalls das Berufsbild des Polizeipsychologen mit entsprechenden Studiengängen z. B. an der Leicester University, der University of Liverpool (beide Großbritannien) oder der Griffith University (Australien). Im englischsprachigen Raum ist auch die Society for Police and Criminal Psychology aktiv. Rechtspsychologie wird als Masterstudiengang seit 2013 auch von der SRH Hochschule Heidelberg an der Fakultät für Angewandte Psychologie den Studiengang Rechtspsychologie (Master of Science) angeboten.

## Einrichtungen (Auswahl)
- Landesamt für Ausbildung, Fortbildung und Personalangelegenheiten der Polizei Nordrhein-Westfalen, Selm
- Zentraler Psychologischer Dienst der Bayerischen Polizei in München
- Zentraler Polizeipsychologischer Dienst der Hessischen Polizei (ZPD)
- Kriminalpsychologischer Dienst des Österreichischen Bundeskriminalamts